# Texas Hill Country

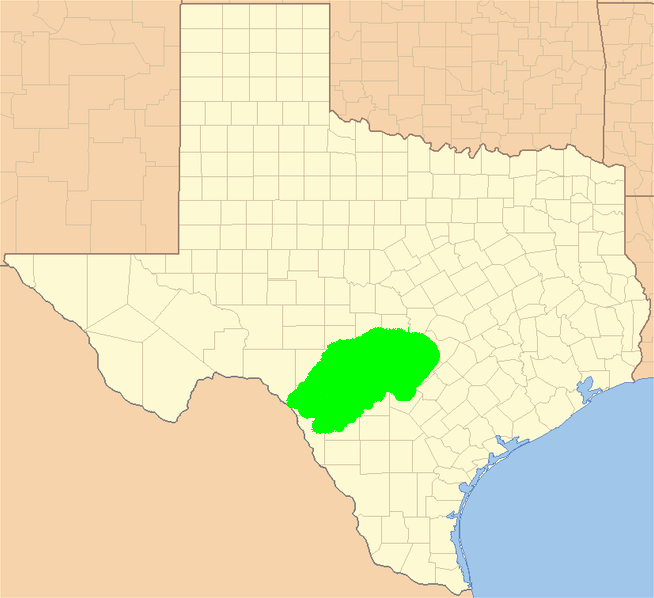
Emplacement approximatif du Texas Hill Country.

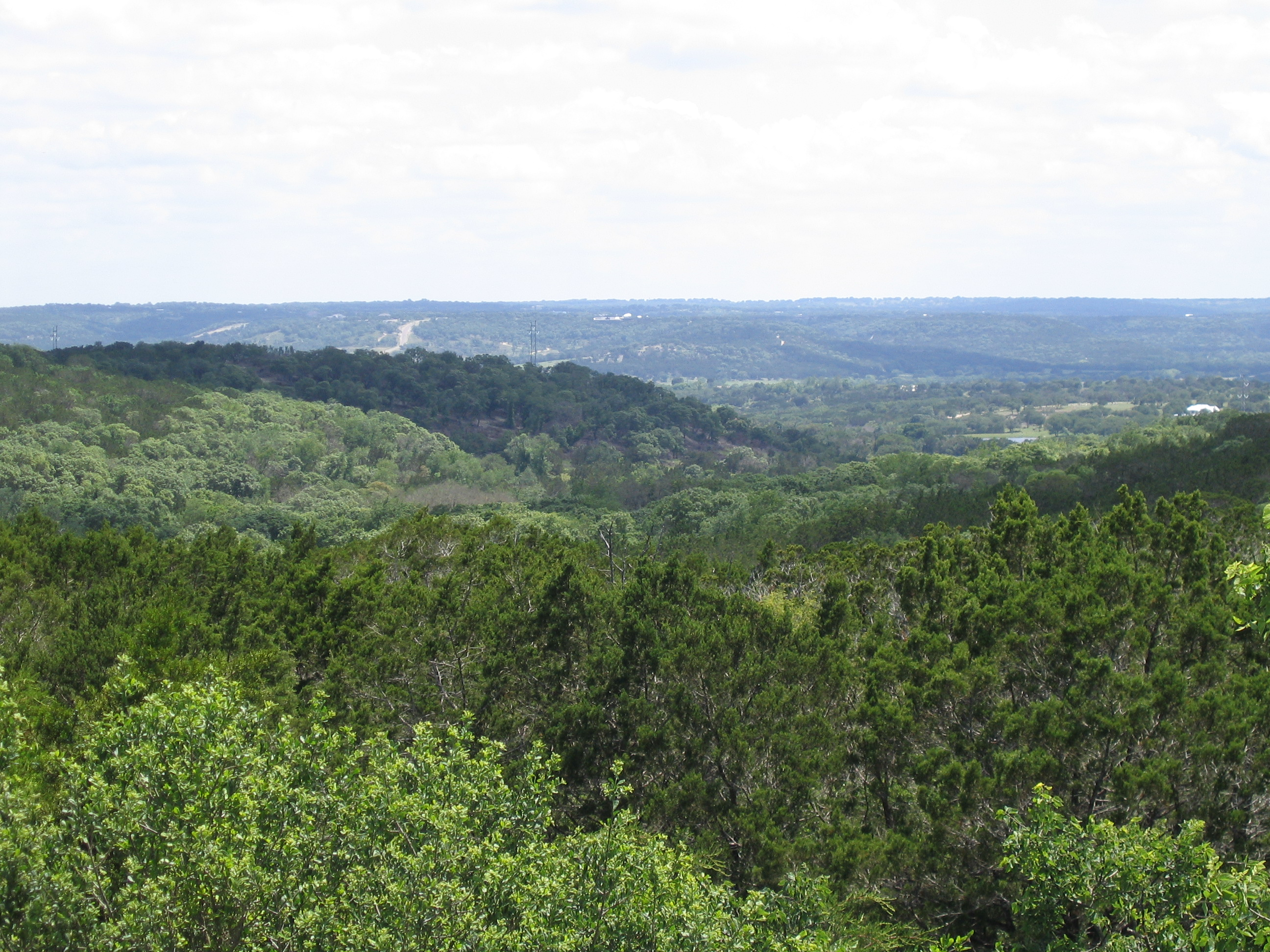
Texas Hill Country

Texas Hill Country (le « pays des collines ») est une région du centre du Texas aux États-Unis qui s'étend entre les métropoles d'Austin et de San Antonio. La région, qui s'étend sur 25 comtés, est bordée par la faille de Balcones à l'est et au nord, par le Plateau d'Edwards à l'ouest et par le Llano Uplift au nord.
Les collines de calcaire dominent le paysage de la région, sauf dans le secteur du Llano Uplift et de l'affleurement granitique d'Enchanted Rock au nord-ouest de la ville de Fredericksburg. De nombreuses grottes, caractéristiques du relief karstique, sont présentes comme les Inner Space Caverns et les Natural Bridge Caverns. Le sous-sol contient plusieurs aquifères qui fournissent de l'eau potable aux habitants de la région.
Plusieurs affluents de la Colorado (Llano River, Pedernales River) traversent le Texas Hill Country, alors que plusieurs cours d'eau y prennent leur source (Guadalupe, San Antonio, Frio, Medina, et Nueces).

## Économie
Depuis quelques années, le Texas Hill Country est devenu une région viticole et touristique. Elle attire des retraités et des citadins de Houston ou Dallas.

## Histoire
Elle fut peuplée dès le XIXe siècle par des immigrants européens (Polonais, Allemands).

## Climat
La région possède un climat de transition entre les régions humides du sud et les régions semi-arides situées à l'ouest et au nord du Texas. La végétation se compose de forêts claires de chênes, de prairies et de bosquets de genévriers.
Le fleuve Guadalupe est sujet aux crues soudaines en raison d'une combinaison de topographie, de géologie et de climat. La région est souvent appelée la « Flash Flood Alley » (Allée des crues soudaines du Texas). Des inondations importantes et meurtrières s'y sont produites en 1978, 1987, 2002 et 2025.

## Personnalités rattachées à la région
- Lyndon Baines Johnson, président des États-Unis, né à Stonewall
- Chester Nimitz, amiral, né à Fredericksburg